# Trove
Trove je australijski agregator i servis, onlajn bibliotečka baze podataka, koja uključuje dokumente punog teksta, digitalne slike, bibliografske podatke i podatke o fondu stavki koje nisu dostupne u digitalnom obliku, kao i besplatni pretraživač kao alat za otkrivanje. Baza podataka uključuje arhive, slike, novine, zvanične dokumente, arhivirane veb stranice, rukopise i druge vrste podataka. Domaćin je Nacionalna biblioteka Australije u partnerstvu sa dobavljačima sadržaja, uključujući članove Nacionalne i državnih biblioteka Australije, jedna je od najcenjenijih i najpristupanijih GLAM usluga u Australiji, sa preko 70.000 korisnika dnevno.

## Istorija
Troveovo poreklo može se videti u razvoju ranijih usluga kao što je Australijska bibliografska mreža (ABN), servis za zajedničku katalogizaciju pokrenut 1981. godine.
„Projekat jedinstvenog poslovnog otkrivanja“ pokrenut je u avgustu 2008. godine. Namera je bila da se stvori jedinstvena tačka ulaska za javnost u različite usluge onlajn otkrivanja koje je biblioteka razvila između 1997. i 2008. godine, uključujući:
- PANDORA arhiv (1996);
- Registar australijskih arhiva i rukopisa (RAAM, pokrenut 1997);
- PictureAustralia (2000);[5][6]

## Literatura
- Boston, Tony. „Exposing the deep web to increase access to library collections”. National Library of Australia. Архивирано из оригинала 04. 03. 2016. г. Приступљено 16. 12. 2014. In Treloar, Andrew; Ellis, Allan; Southern Cross University (2005). AusWeb05 : the eleventh Australasian World Wide Web Conference : AusWeb05 : making a difference with the web : proceedings of AusWeb05. Southern Cross University. ISBN 978-0-9751644-3-3. Архивирано из оригинала 15. 2. 2017. г.

## Spoljašnje veze
- Званични веб-сајт